# Rue Fléchier
Pour les articles homonymes, voir Rue Fléchier (Nantes).
La rue Fléchier est une voie du 9e arrondissement de Paris, en France.

## Situation et accès
La rue Fléchier est une voie publique située dans le 9e arrondissement de Paris. Elle débute au 18, rue de Châteaudun et se termine au 67, rue du Faubourg-Montmartre.

## Origine du nom

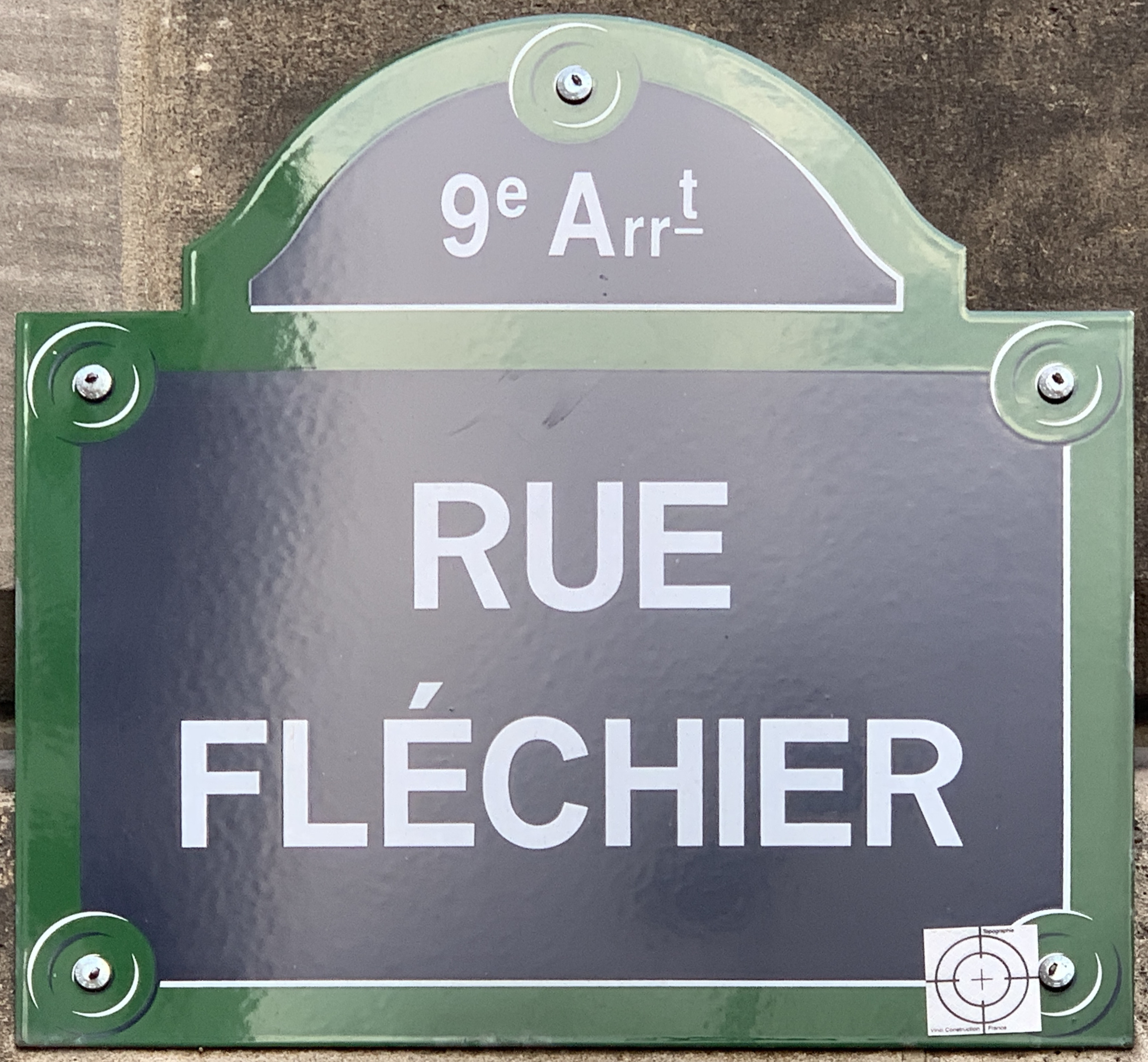
Plaque de la rue.

Elle porte le nom du prédicateur Esprit Fléchier (1632-1710) en raison du voisinage de l'église Notre-Dame-de-Lorette.

## Historique
La rue Fléchier est ouverte en vertu d'une ordonnance royale du 21 juillet 1824 relative à l'aménagement des abords de l'église Notre-Dame-de-Lorette :
« Louis, par la grâce de Dieu, roi de France et de Navarre ; à tous ceux qui ces présentes verront, Salut. Sur le rapport de notre ministre secrétaire d'État au département de l'Intérieur ;
vu l'emplacement de la nouvelle église de Notre-Dame-de-Lorette, à Paris, et des rues à ouvrir pour en faciliter les abords (les rues Bourdaloue et Fléchier), notre ordonnance du 3 janvier 1822, qui a autorisé l'acquisition d'une partie du terrain nécessaire à l'exécution de ce plan, les délibérations du Conseil général du département de la Seine faisant fonctions de Conseil municipal de la Ville de Paris, vu l'avis du préfet, notre conseil d’État entendu, Nous avons ordonné et ordonnons ce qui suit :
- Article 1 — La position de la nouvelle église de Notre-Dame-de-Lorette, à Paris, et les alignements des rues et places projetées aux abords de l'édifice sont arrêtés conformément au plan ci-joint.
- Article 2 — Les acquisitions qui restent à conclure pour l'exécution de ce plan seront effectuées par la Ville, soit en traitant de gré à gré, avec les propriétaires, soit en procédant suivant les formes prescrites par les lois sur la matière, soit enfin, s'il y a lieu, par mesure de voirie, à charge par l'autorité municipale de soumettre à notre approbation les actes relatifs à ces acquisitions.
- Article 3 — Notre ministre secrétaire d’État au département de l'Intérieur est chargé de l'exécution de la présente ordonnance.

Donné au château des Tuileries, le 4 décembre de l'an de grâce 1822, et de notre règne le vingt-huitième.
Signé : LOUIS. »

## Bâtiments remarquables, et lieux de mémoire
- No 2 : le peintre romantique Théodore Chassériau y vécut jusqu'à sa mort en 1856.